# Лорд Рэндэл

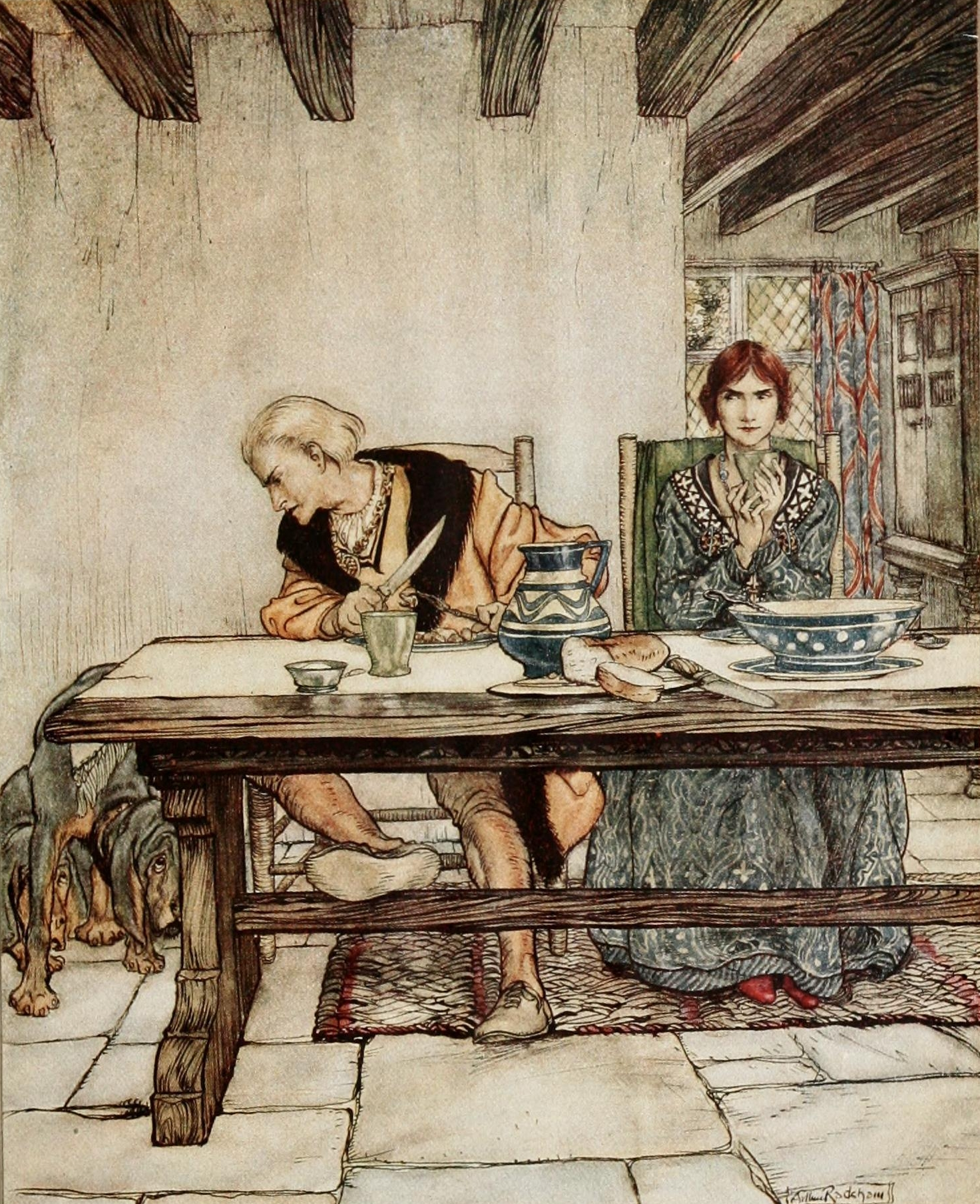
Иллюстрация Артура Рэкема к балладе, сборник Some British ballads (опубл. ок. 1919)

«Лорд Рэндэл» или «Лорд Рональд» (англ. Lord Randal(l); Child 12, Roud 10) — шотландская народная баллада. Фрэнсис Джеймс Чайлд в своём собрании приводит 19 вариантов её текста, при этом отмечая, что все они записаны сравнительно поздно, на рубеже XVIII и XIX веков. Стиль, сюжет и композиция этих вариантов очень схожи, а среди отличий — имя главного героя: в различных вариантах его зовут Рэндэл, Рональд, Дональд, Роуленд, Тайренти, Билли и даже король Генрих. Вальтер Скотт в своём сборнике «Песни шотландской границы» поместил вариант с именем Рэндэл, при этом отметив, что большинство вариантов используют имя Рональд.
Текст баллады имеет форму диалога между матерью и сыном. Сперва мать дважды задаёт вопрос своему сыну-лорду, потом он отвечает, сопровождая каждый ответ рефреном:
|  | — Ты голоден, Рональд? — О нет, моя мать. — Где нынче обедал, единственный мой? — В гостях у невесты. Стели мне кровать. Устал я сегодня, мне нужен покой.Перевод С. Я. Маршака |

"Where gat ye your dinner, Lord Randal, my son?

Where gat ye your dinner, my handsome young man?"

"I din'd wi my true-love; mother, make my bed soon,

For I'm weary wi hunting, and fain wald lie down."
Выясняется, что героя баллады отравила возлюбленная, и его ждёт смерть. Подобный мотив широко распространён в народном творчестве разных стран: известны похожие произведения в скандинавских странах, в Германии (см. «Бабка змееварка»), Венгрии, Чехии, Каталонии. В итальянской Вероне в 1629 году на подобный сюжет в формате «бродсайд» была напечатана анонимная песня, с того времени её вариации известны под названием «L'avvelenato» («Отравленный человек»).
Роберт Бёрнс на основе этой баллады создал стихотворение «O, where hae ye been Lord Ronald, my son?».